# Synoicum derjugini
Synoicum derjugini är en sjöpungsart som beskrevs av Vladimir V. Redikorzev 1927. Synoicum derjugini ingår i släktet Synoicum och familjen klumpsjöpungar. Inga underarter finns listade i Catalogue of Life.